# Xylosphaeria desertorum
Xylosphaeria desertorum är en svampart som först beskrevs av Franz Petrak, och fick sitt nu gällande namn av Franz Petrak 1950. Xylosphaeria desertorum ingår i släktet Xylosphaeria, klassen Dothideomycetes, divisionen sporsäcksvampar och riket svampar.   Inga underarter finns listade i Catalogue of Life.